# ملاپیری
ملاپیری روستایی از توابع بخش مرکزی شهرستان ایجرود در استان زنجان در ایران است.

## جمعیت
این روستا در دهستان سعیدآباد قرار دارد و براساس سرشماری مرکز آمار ایران در سال ۱۳۸۵، جمعیت آن ۱٬۱۰۷ نفر (۳۰۰خانوار) بوده‌است.